# Фолк метъл
Фолк метълът е синтетичен музикален стил, основан в най-голяма степен върху хевиметъла и автентичната народна музика.

## Произход
През 1990 г. се формира пионерската британска група Skyclad. Skyclad започват като траш метъл група с влияния от фолклорната музика на келтите. През 1991 г. към групата се присъединява и цигуларката Фрида Дженкинс, която с изпълненията си на цигулка, виолончело и кийборд спомага за формирането на стила. Разнообразното влияние върху Skyclad включва и такива групи като пънк-рок групата New Model Army, Tenpole Tudor, Jethro Tull, Thin Lizzy и Led Zeppelin.

## Характеристики
Фолк метълът е приблизително нов стил метъл, изпълняван от средата на 1990-те години до днес. Той включва хеви, траш, блек метъл и фолклорни заемки от региона, в който е изпълняван. Жанрът е с много бързо темпо, използват се различни нетипични за метъла инструменти като цигулка, акордеон и боен рог.
Общите текстови теми във фолк метъла включват отдаване на почит към природата, идентификация със средновековната култура и нео-паганистичните вярвания, както и враждебността и омразата към организираните религии, и особено към християнството.

## Подстилове
Сред по-лесно откроимите подстилове на фолк метъла са:
- Викинг метъл – текстовете са посветени на героични подвизи на викингите, техните походи за завладяване на изтока и запада, насилственото покръстване на северните народи (справка – текста на One rode to Asa bay на Bathory), саги, разкази и случки, свързани със скандинавската митология, типично битови случки като празник в селището и други. Музиката е епична и тежка, с доста минорни мотиви. Като цяло викинг метъл групите звучат доста агресивно. От мелодиите прелива ярост. Като цяло за родоначалници се смятат Bathory. Голямо влияние върху съвременния викинг метъл са оказали групите Burzum, Immortal и Dark Throne. Чистият викинг метъла е много близък до скандинавския блек метъл.
- Батъл метъл – възниква вследствие на албума Battle metal, излязъл през 2004, на групата Turisas. В този поджанр главна роля имат героичните шотландски и техните многобройни войни за запазване на територията си, отразено както в текстовете (силно патриотични и показващи стремеж към нови владения), така и в мелодичността на песните и използваните инструменти — акордеон и фидъл. Представители на този стил са Turisas, Thyrfing и Einhejer.
- Трол метъл – често се разглежда като вариант на викинг метъла, но поради използването на множество типични фолклорни елементи е определян от някои като самостоятелен поджанр. Свързва се изцяло със скандинавските митове (включващи тролове) и може да се характеризира като метъл за пияници и веселяци. Текстовете разказват как главният герой се напива, или за празник в селото с много алкохол (празнуване на дните на Pellonpekko — богът на ферментацията в Скандинавия). Текстовете може да разказват и различни приказки свързани с троловете и другите горски същества. Сред представителите са Finntroll, TrollfesT и Korpiklaani.
- Келтски метъл – популярна вариация на фолк метъла използва мелодии и инструментали на Келтската фолк музика, която е била въведена през 1992 г. Голям брой групи, които изпълняват келтски фолк метъл са Bran Barr, Cruachan, Geasa, Waylander, Primordial, Mael Mórdha, Eluveitie, Aes Dana, Tuatha de Danann, The Lord Weird Slough Feg, SuidAkrA.
- Ориенталски метъл – включващ традиционни фолклорни елементи от арабската, еврейската и турска музика. Забележителни групи са такива като Orphaned Land, Melechesh и Mezarkabul.

Сроден стил е Мителалтер рок (средновековен рок, от немски).

## Нео-фолк
Модерна интерпретация на фолк музиката с елементи на индустриална и експериментална музика, нео-фолкът споделя с фолк метъла общи интереси в езическите и нео-паганистичните теми и лирики. Докато нео-фолк групите не са преминали към фолк-метъл стила, редица фолк метъл групи са преминали частично или изцяло към нео-фолк музиката. Примери за това са групите Empyrium, Nest и Agalloch. Нео-фолк групи с по-значително метъл влияние са Tenhi и Valkyrend Varieté.